# Karl Bardt

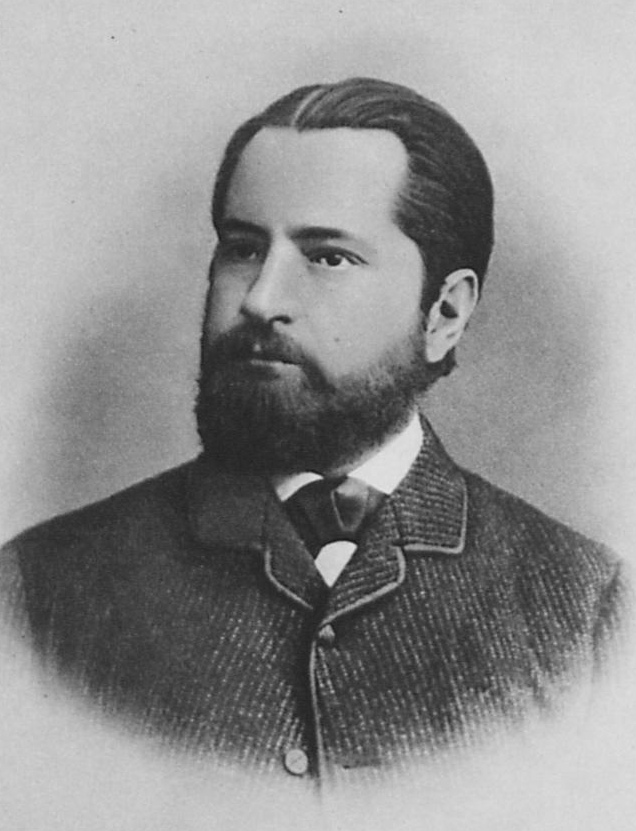
Karl Bardt (ca. 1877–1881)

Andreas Georg Wilhelm Karl Bardt (auch Carl Bardt, * 30. November 1843 in Lubosch, Provinz Posen; † 17. Juli 1915 in Charlottenburg) war ein deutscher Gymnasiallehrer und Altphilologe.

## Leben
Bardt war der jüngste Sohn des gleichnamigen Hamburger Kaufmanns Carl Bardt (1790–1868) und dessen zweiter Frau Ida Neumann, Lehrerin an einer höheren Töchterschule. Er wuchs auf dem Rittergut seines Vaters in Lubosch, Kreis Birnbaum, in der Provinz Posen auf. Mit elf Jahren kam er nach Breslau, wo er auf dem Maria-Magdalenen-Gymnasium eine humanistische Ausbildung erhielt. Nach dem Abitur im Herbst 1862 (zusammen mit dem späteren Pathologen Carl Weigert) begann er ein Studium an der Friedrich-Wilhelms-Universität zu Berlin unter Theodor Mommsen, Moriz Haupt und Johann Gustav Droysen. Seine Disputationsthesen Quaestiones Tullianae im Jahre 1866 widmete er Mommsen.
Ab 1867 war er nach bestandener Oberlehrerprüfung zunächst am Königlichen Wilhelms-Gymnasium in Berlin tätig. 1870 wurde er bei seiner Meldung zum Militärdienst als untauglich zurückgewiesen. 1872 besuchte er Rom, wo er seine künftige Ehefrau Luise Aldenhoven († 1900), eine Schwester des Kunsthistorikers Carl Aldenhoven, kennenlernte. Die Ehe blieb kinderlos, Bardt adoptierte jedoch 1892 einen verwaisten Knaben. Zunächst wurde er aber 1877 als Direktor nach Neuwied berufen, um die dortige Schule zu einem Vollgymnasium auszubauen. 1881 ging Bardt als Gymnasialdirektor nach Elberfeld, 1887 wurde er schließlich als Direktor des traditionsreichen Joachimsthalschen Gymnasiums nach Berlin berufen, das er 22 Jahre lang leitete. Carl Bardt war als Klassischer Philologe auch wissenschaftlich tätig, besondere Bedeutung erlangte er als Übersetzer lateinischer Komödien und Satiren. Vor allem aber war er ein guter Pädagoge und erfolgreicher Schulleiter. 1907 wurde er zum Geheimen Regierungsrat ernannt, 1909 pensioniert. Zu seinem 70. Geburtstag wurde von rund 280 Freunden, Kollegen und ehemaligen Schülern die Bardtstiftung eingerichtet, aus deren Erträgen Abiturienten des Joachimsthalschen Gymnasiums mit Büchern für ein Studium der Philologie und Geschichte ausgestattet werden sollten.
Karl Bardt starb 1915 im Alter von 71 Jahren in Charlottenburg und wurde auf dem Alten St.-Matthäus-Kirchhof in Schöneberg beigesetzt. Das Grab ist nicht erhalten geblieben.

## Schriften
- Quaestiones Tullianae, Berlin 1866
- Theodor Mommsen, Berlin 1903
- Zur Technik des Übersetzens lateinischer Prosa, Leipzig 1904

Übersetzungen
- Die Episteln des Q. Horatius Flaccus, deutsch, Bielefeld 1887
- Zwölf Satiren und das Büchlein von der Dichtkunst, Bielefeld 1889
- Römische Komödien, 3 Bände, Berlin 1903 (Band 2)
- Römische Charakterköpfe in Briefen vornehmlich aus caesarischer und traianischer Zeit, Leipzig 1913 (online)

Aufsätze und Vorträge
- Die Priester der vier grossen Collegien aus römisch-republikanischer Zeit, Berlin 1871, in: Schulprogramm des Wilhelmsgymnasiums, Berlin 1870/71
- Die Senatssitzungstage der  späteren Republik, in: Hermes 7 (1873), 14–27
- Die lex Caecilia Didia, in: Hermes 9 (1875), 305–318
- Ueber die Stimmen mit "non liquet" im römischen Criminalprocess, Berlin 1877, in: Commentationes philologae in honorem Theodori Mommseni, Berlin 1877
- Zu Ciceros Cluentiana, Beilage zum Schulprogramm, Neuwied 1878
- Zu Dio 39, 17, in: Festgabe für Wilhelm Crecelius zur Feier der fünfundzwanzigjährigen Lehrthätigkeit in Elberfeld, Elberfeld 1881
- Die Legende von dem Augur Attus Navius, in: Programm Elberfeld, Elberfeld 1883
- Die ersten Sätze der Annalen des Tacitus, in: Hermes 29 (1894), 451–457
- Zur Provenienz von Ciceros Briefen ad familiares, in: Hermes 32 (1897), 264–272
- Der Zinswucher des M. Brutus, in: Schulprogramm des Joachimsthalschen Gymnasiums, Berlin 1898
- Cäsars Hof, Vortrag, Berlin 1911

Text- und Kommentarausgaben für den Schulgebrauch
- Ausgewählte Briefe aus ciceronischer Zeit, Leipzig 1896 (Band 1), (Band 2)